# Wisch (Creuzburg)
Der Wisch ist ein heute teilweise bewaldeter Berg und gilt als Hausberg von Creuzburg im Wartburgkreis. Er zählt zum Naturpark Eichsfeld-Hainich-Werratal. An der Nordostspitze des Berges befindet sich eine offene Weidefläche mit Panoramablick zum nordwestlichen Thüringer Wald mit der Wartburg und der Werratalbrücke bei Hörschel. Das Bergplateau besitzt eine Gipfelhöhe von 363 m ü. HN und war im Mittelalter großflächig gerodet, Ackerterrassen, Lesesteinwälle und Wölbäcker sind noch gut im Gelände erkennbar. Gegenwärtig werden noch Splitterflächen als Weide und einige Gärten und Obstplantagen am Südhang genutzt. In Steilhanglagen soll auch Wein angebaut worden sein. In östlicher Richtung schließt sich das Naturschutzgebiet der Nordmansteine und Ebenenauer Köpfe an.
Am Südhang des Wisches ist ein in den Berg führender Eingang zu erkennen. Bei der Ruine der sogenannten Kossenhaschengruft handelt es sich um das nicht fertiggestellte und daher nie genutzte Erbbegräbnis des Erfurter Hoteliers und Kunstmäzens Georg Kossenhaschen (1868–1931), der 1921 die Burg Creuzburg erworben hatte. Kossenhaschen fand seine letzte Ruhestätte auf dem Erfurter Südfriedhof.
Über den Wisch führen mehrere Wanderwege zur Nachbarstadt Treffurt und in den Unstrut-Hainich-Kreis.